# Maksimilijan Vanka
Maksimilijan Vanka (Zagreb, 11. svibnja 1889. – Puerto Vallarta (Meksiko), 2. veljače 1963.) bio je hrvatski slikar i kipar.

## Životopis
Maksimilijan Vanka rođen je u Zagrebu 1889. godine. Slikarstvo je studirao u Zagrebu kod Bele Čikoša Sesije i na Akademiji u Bruxellesu, a predavao je na Umjetničkoj akademiji u Zagrebu do 1934. godine, kada je otišao u SAD. U Hrvatskoj je slikao folklorne i religiozne motive, te krajolike i portrete, a naglašavao je i socijalne sadržaje. Posebno se ističu njegovi akvareli zagrebačke okolice i Korčule. U Americi se bavio i sklupturom. U hrvatskoj crkvi u Pittsburghu naslikao je iznimno uspjele freske. Izlagao je u Zagrebu, Pittsburghu i New York Cityju.  

## Galerija
- Dora Pejačević slikar Maksimilijan Vanka, ulje na platnu iz 1917. godine
- Oltar katoličke crkve svetoga Nikole u Millvaleu, u Pennsylvaniji
- Mural Nepravda u katoličkoj crkvi svetoga Nikole u Millvaleu, u Pennsylvaniji

## Vanjske poveznice
- Izložba umjetnina iz Memorijalne zbirke: Maksimilijan Vanka Hrvatske akademije znanosti i umjetnosti u Korčuli, hazu.hr